# Campeonato Mundial de Vóley Playa de 2015
El X Campeonato Mundial de Vóley Playa se celebró en los Países Bajos entre el 26 de junio y el 5 de julio de 2015 bajo la organización de la Federación Internacional de Voleibol (FIVB) y la Federación Neerlandesa de Voleibol.

## Sedes
| Foto | Grupo                | Ciudad    | Instalación           | Capacidad |
| ---- | -------------------- | --------- | --------------------- | --------- |
|      | A, H, I y fase final | La Haya   | Hofvijver             | 5.500     |
|      | B, G, J              | Ámsterdam | Plaza Dam             | 2.000     |
|      | C, F, K              | Apeldoorn | Plaza del Mercado     | 2.000     |
|      | D, E, L              | Róterdam  | Puerto (SS Rotterdam) | 2.000     |

## Medallistas
| Evento    | Oro                                           | Plata                                                    | Bronce                                              |
| --------- | --------------------------------------------- | -------------------------------------------------------- | --------------------------------------------------- |
| Masculino | Alison Cerutti · Bruno Oscar Schmidt · Brasil | Reinder Nummerdor · Christiaan Varenhorst · Países Bajos | Pedro Solberg · Evandro Gonçalves Oliveira · Brasil |
| Femenino  | Bárbara Seixas · Ágatha Bednarczuk · Brasil   | Taiana Lima · Fernanda Alves · Brasil                    | Maria Antonelli · Juliana Silva · Brasil            |

## Medallero
| Núm. | País         | Oro | Plata | Bronce | Total |
| ---- | ------------ | --- | ----- | ------ | ----- |
| 1    | Brasil       | 2   | 1     | 2      | 5     |
| 2    | Países Bajos | 0   | 1     | 0      | 1     |
|      | TOTAL        | 2   | 2     | 2      | 6     |